# ビューティフルドリーマー (フラワーカンパニーズの曲)
「ビューティフルドリーマー」は、フラワーカンパニーズの楽曲。鈴木圭介により制作され22枚目のシングルとして2013年1月23日にソニー・ミュージックアソシエイテッドレコーズから発売された。

## 概要
シングル作品としては前作より約2年10ヶ月ぶりのリリース。表題曲はドラマ『まほろ駅前番外地』のオープニングテーマ。DVD付初回生産限定盤と通常盤の2形態で発売。DVDには、「ビューティフルドリーマー・レコーディングメイキング」、「ハッピーエンドツアー・ライブリハーサルメイキング」を収録。

## 収録曲
| 全作詞・作曲: 鈴木圭介、全編曲: フラワーカンパニーズ。 |                                                                                          |          |            |      |
| #                                                      | タイトル                                                                                 | 作詞     | 作曲・編曲 | 時間 |
| 1.                                                     | 「ビューティフルドリーマー」(テレビ東京系ドラマ24『まほろ駅前番外地』オープニングテーマ) | 鈴木圭介 | 鈴木圭介   | 4:02 |
| 2.                                                     | 「心の氷」                                                                               | 鈴木圭介 | 鈴木圭介   | 3:28 |
| 3.                                                     | 「この胸の中だけ<サイプレス上野とロベルト吉野 in ドリームランド REMIX>」                 | 鈴木圭介 | 鈴木圭介   | 5:13 |
| 合計時間:                                              | 合計時間:                                                                                | 12:43    |            |      |